# A magyar labdarúgó-válogatott mérkőzései 1929-ben
A magyar labdarúgó-válogatottnak 1929-ben öt mérkőzése volt, ebből 2 győzelemmel, 2 döntetlennel és 1 vereséggel ért véget. A találkozók közül kettő tétmérkőzés volt az Európa-kupáért. Ezek mérlege 1 győzelem és 1 döntetlen.
Szövetségi kapitány:
- Földessy János

## Eredmények
| 135. mérkőzés 1929. február 24. | Franciaország                   | 3 – 0             | Magyarország | Párizs Nézőszám: 20 000 Játékvezető: Paul Ruoff (SUI) |
| 135. mérkőzés 1929. február 24. | Banide 24' Nicolas 25' Lieb 34' | (3 – 0) Részletek |              | Párizs Nézőszám: 20 000 Játékvezető: Paul Ruoff (SUI) |

| 136. mérkőzés 1929. április 14. Európa-kupa | Svájc                                            | 4 – 5             | Magyarország                                          | Bern Nézőszám: 19 000 Játékvezető: Stanley Rous (ENG) |
| 136. mérkőzés 1929. április 14. Európa-kupa | Weiler I 2' Abegglen III 26' 66' Abegglen II 78' | (2 – 1) Részletek | Widmer 8' (öngól) Takács 51' 76' Toldi 56' Hirzer 73' | Bern Nézőszám: 19 000 Játékvezető: Stanley Rous (ENG) |

| 137. mérkőzés 1929. május 5. | Ausztria              | 2 – 2             | Magyarország   | Bécs, Hohe Warte Stadion Nézőszám: 52 000 Játékvezető: Albino Carraro (ITA) |
| 137. mérkőzés 1929. május 5. | Siegl 25' Weselik 82' | (1 – 1) Részletek | Takács 15' 89' | Bécs, Hohe Warte Stadion Nézőszám: 52 000 Játékvezető: Albino Carraro (ITA) |

| 138. mérkőzés 1929. szeptember 8. Európa-kupa | Csehszlovákia | 1 – 1             | Magyarország | Prága Nézőszám: 28 000 Játékvezető: Paul Ruoff (SUI) |
| 138. mérkőzés 1929. szeptember 8. Európa-kupa | F. Svoboda 4' | (1 – 0) Részletek | Kalmár 89'   | Prága Nézőszám: 28 000 Játékvezető: Paul Ruoff (SUI) |

| 139. mérkőzés 1929. október 6. | Magyarország        | 2 – 1             | Ausztria  | Budapest, MTK-pálya Nézőszám: 32 000 Játékvezető: Sophus Hansen (DEN) |
| 139. mérkőzés 1929. október 6. | Takács 11' Avar 52' | (1 – 0) Részletek | Klima 82' | Budapest, MTK-pálya Nézőszám: 32 000 Játékvezető: Sophus Hansen (DEN) |

## Lásd még
- A magyar labdarúgó-válogatott mérkőzései (1902–1929)
- A magyar labdarúgó-válogatott mérkőzései országonként